# Мілена Єсенська
Мілена Єсенська (чеськ. Milena Jesenská; 10 серпня 1896, Прага, Австро-Угорщина, — 17 травня 1944, Равенсбрюк, Німеччина) — чеська журналістка, письменниця, редакторка і перекладачка.

## Біографія
Народилася в Празі (Австро-Угорщина). Її батько, Ян Єсенський, був хірургом-стоматологом і професором Карлового університету; мати, Мілена Нейцларова, померла, коли доньці було 16 років. Племінниця письменниці Ружени Єсенської.
Навчалася у першій академічній гімназії для дівчаток в Австро-Угорщині «Мінерва». Після її закінчення недовго навчалась у Празькій консерваторії та на медичному факультеті. У 1918 році одружилася з літературним критиком Ернстом Поллаком; з чоловіком переїхала до Відня.
Оскільки доходів Поллака у післявоєнному місті бракувало на прожиття, Єсенська почала працювати перекладачкою. У 1919 році вона пише листа Францу Кафці з проханням перекласти з німецької на чеську його оповідання «Кочегар», що стало початком довгої переписки. Єсенська і Кафка зустрічались двічі, багато листувались, однак їх стосунки перервались у листопаді 1920 року. Наприкінці свого життя Кафка надіслав Єсенській свої щоденники. Переклад «Кочегара» став першим перекладом Кафки чеською. Також Єсенська перекладала твори Германа Броха, Франца Верфеля, Ептона Сінклера та інших.
У Відні Єсенська почала писати власні передовиці у «Трибуні», а у 1923-26 роках писала для видань «Národní listy», «Pestrý týden» та «Lidové noviny».
У 1925 році Єсенська розлучилася з Поллаком і повернулася до Праги, де невдовзі познайомилася з авангардним чеським архітектором Яромиром Крейцаром, з яким пізніше одружилася. У Празі продовжувала працювати журналісткою, також була редакторкою і перекладачкою дитячих книг. Деякі з її статей того часу опубліковані у двох збірках празького видавничого дому «Topič». Розлучилася з Крейцаром у жовтні 1934 року.
У 1930 році захопилась комунізмом, до 1936-го розчарувалася в ньому. У 1938-39 роках редагувала відомий чеський політико-культурний журнал «Přítomnost». Там вона пише про підйом НСДАП у Німеччині, аншлюс Австрії і можливих наслідках цього для Чехословаччини.
Після окупації Чехословаччини німецькими військами Єсенська приєдналася до підпільного руху опору й допомогла емігрувати багатьом євреям і політичним біженцям, сама ж залишилася. у 1939 році була заарештована гестапо й ув'язнена спершу у празьку в'язницю Панкрац, а потім у Дрездені. У жовтні 1940 року депортована у концентраційний табір Равенсбрюк у Німеччині. Тут вона надавала моральну підтримку іншим в'язням, подружилася з Маргарете Бубер-Нойманн, яка після війни написала її біографію. 
Мілена Єсенська померла від ниркової недостатності 17 травня 1944 року.
Яна «Хонза» Крейцарова (1928—1981), дочка Мілени Єсенської і Яромира Крейцара, писала у 1950-х для підпільного видання «Půlnoc» і для «Divoké víno» у 1960-х.

## Пам'ять
Мілена Єсенська є персонажкою кантати для сопрано з оркестром «Milena» аргентинського композитора Альберто Хінастери. Ця робота базується на листах Кафки.